# Ван Верт (Охајо)
Ван Верт (енгл. Van Wert) град је у америчкој савезној држави Охајо.

## Демографија
По попису из 2010. године број становника је 10.846, што је 156 (1,5%) становника више него 2000. године.
| Група             | 2000.          | 2010.          |
| Белци             | 10.157 (95,0%) | 10.019 (92,4%) |
| Афроамериканци    | 160 (1,5%)     | 180 (1,7%)     |
| Азијати           | 37 (0,3%)      | 41 (0,4%)      |
| Хиспаноамериканци | 241 (2,3%)     | 435 (4,0%)     |
| Укупно            | 10.690         | 10.846         |